# Cement (Cluster)
Cement è il primo album dei Cluster, pubblicato il 12 dicembre 2007 per la Videoradio

## Tracce
1. Giant Steps
2. Cement
3. Have You Met Mrs Jones
4. S.O.S.
5. Just the Way You Are
6. Blinkar Blå
7. Ain't No Mountain High Enough
8. Alabama Song
9. Against All Odds
10. Happy Together
11. Nobody's Wife'
12. Creepin’
13. Ducktales Theme Song